# Paul Blobel

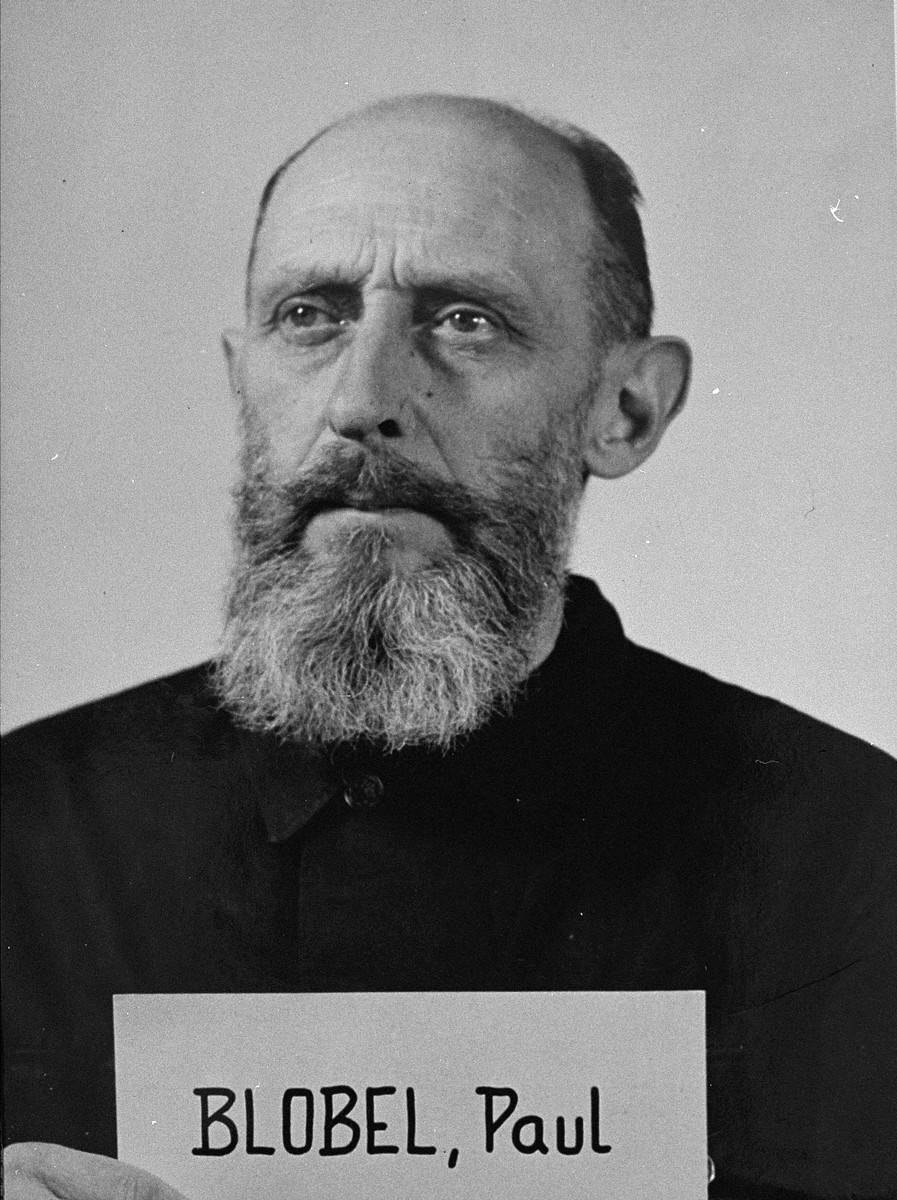
Paul Blobel.

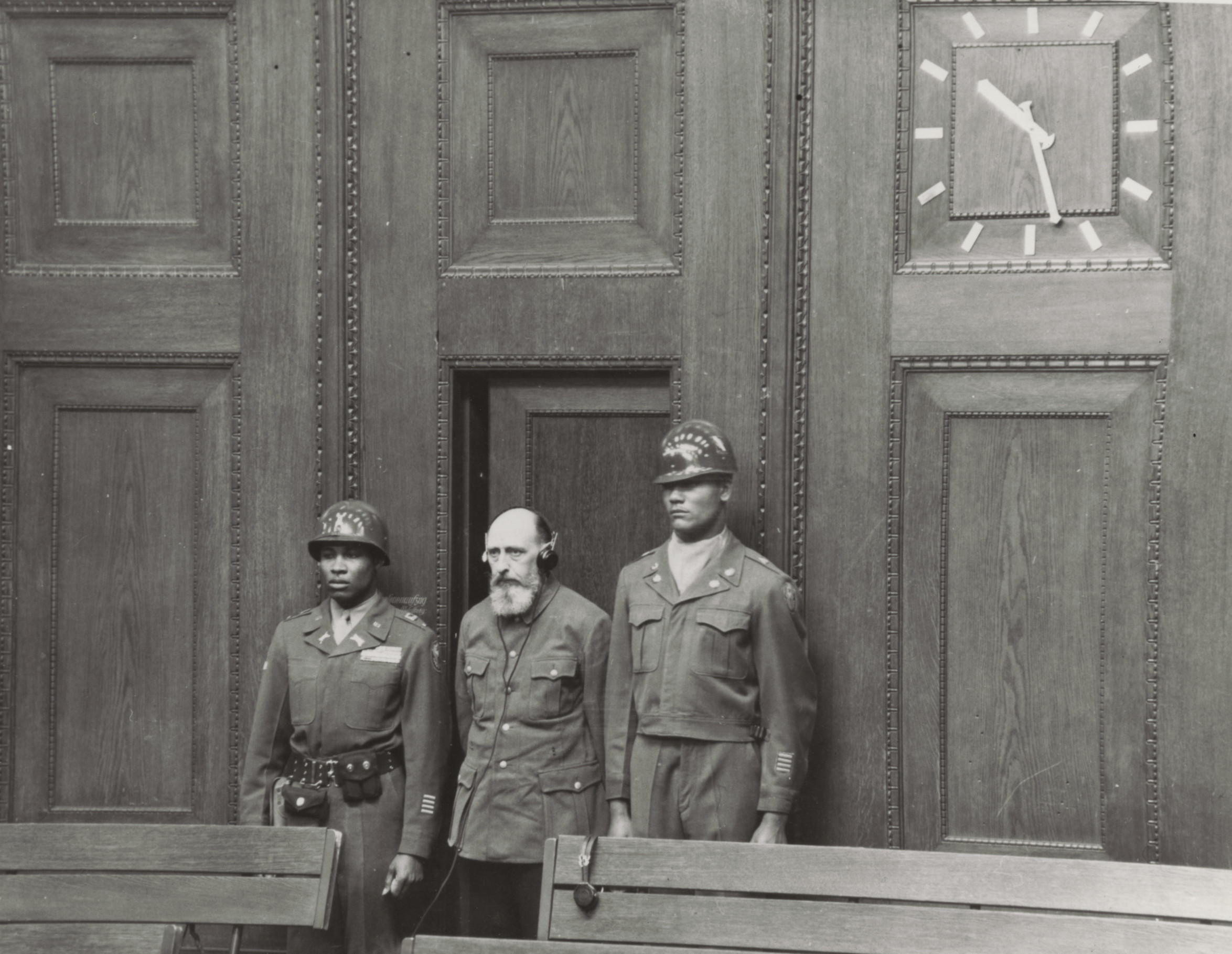
Paul Blobel mottar sin dödsdom i Nürnberg den 10 april 1948.

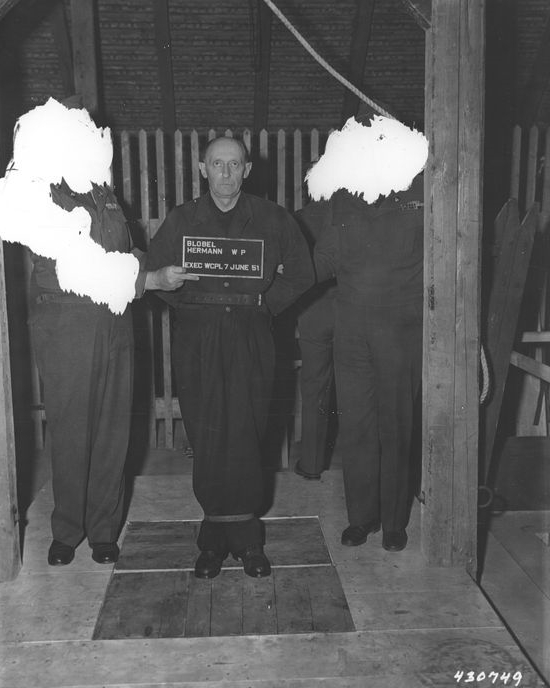
Paul Blobel inför avrättningen den 7 juni 1951.

Paul Blobel, född 13 augusti 1894 i Potsdam, död 7 juni 1951 i Landsberg am Lech, var en tysk SS-Standartenführer (motsvarande överste i armén) och medlem av Sicherheitsdienst (SD). Blobel var befälhavare för Sonderkommando 4a inom Einsatzgruppe C mellan 1941 och 1942. I denna egenskap ledde han massakern i Babij Jar i slutet av september 1941. År 1942 fick han i uppgift att leda Aktion 1005, som innebar att massgravarna i bland annat Ukraina och Vitryssland skulle öppnas och liken kremeras.
Efter andra världskriget ställdes Blobel inför rätta, dömdes till döden och avrättades.

## Tidig karriär
Paul Blobel deltog i första världskriget och förärades Järnkorset av första klassen. Efter kriget inledde han arkitektstudier och verkade som arkitekt i Düsseldorf från 1924 till 1931, då han blev arbetslös. Han inträdde då i Nationalsocialistiska tyska arbetarepartiet (NSDAP) och Schutzstaffel (SS). Från mars 1933 tjänstgjorde han vid polismyndigheten i Düsseldorf. I mars 1935 befordrades han till SS-Untersturmführer (den lägsta officersgraden i SS) och knöts då till Sicherheitsdienst, SS:s säkerhetstjänst.

### Operation Barbarossa
Den 22 juni 1941 anföll Tyskland sin tidigare bundsförvant Sovjetunionen och inledde Operation Barbarossa. Enligt Adolf Hitler var kriget mot Sovjetunionen ett ideologiskt förintelsekrig och den ”judisk-bolsjevikiska intelligentian” måste elimineras. De framryckande tyska arméerna följdes av Einsatzgruppen, mobila insatsgrupper. Chefen för Reichssicherheitshauptamt, Reinhard Heydrich, gav insatsgrupperna i uppdrag att mörda judar, romer, partisaner, politiska kommissarier (så kallade politruker) och andra personer som ansågs hota Tredje rikets säkerhet. Beträffande insatsgruppernas massmord på judar mördades initialt endast män, men i augusti 1941 gav Reichsführer-SS Heinrich Himmler order om att massmordet även skulle inbegripa kvinnor och barn. Blobel var chef för Sonderkommando 4a, som opererade i norra och mellersta Ukraina. Blobels enhet följde Heeresgruppe Süd och förövade massakrer i bland annat Sokal, Lutsk, Rivne, Novohrad-Volynskyj, Zjytomyr, Bila Tserkva, Kiev och Charkiv.
Blobel var bland annat ansvarig för den omfattande massakern i Babij Jar utanför Kiev i slutet av september 1941. Enligt noggranna beräkningar mördades 33 771 judar i Babij Jar. Blobel avskedades från sin befälsposition den 13 januari 1942 på grund av dålig hälsa, som i huvudsak hade orsakats av alkoholmissbruk.

## Aktion 1005
Under våren 1942 hade länderna i västra Europa, bland andra Storbritannien och Frankrike, börjat få rapporter om nazisternas massmord. Reichsführer-SS Heinrich Himmler beslutade därför att kvarlevorna av mördade judar och ryska krigsfångar som hade begravts i massgravar på ryskt territorium skulle exhumeras och brännas på stora likbål. Himmler beordrade därmed att alla spår efter massmorden skulle utplånas. Chefen för RSHA, Reinhard Heydrich, anförtroddes administreringen och utförandet av denna uppgift, kallad Aktion 1005.
I mars 1942 kallade Heydrich Blobel till ett möte i Warszawa för att diskutera genomförandet av Aktion 1005, och Heydrich gav då Blobel i uppgift att praktiskt organisera kremerandet av de hundratusentals kroppar som begravts i massgravar i de östliga territorierna. I två år, från juli 1942 till juli 1944, pågick Aktion 1005. Judiska interner tvångskommenderades att gräva upp massgravarna och transportera de förruttnade liken till särskilt konstruerade likbål. Liken lades mellan långa trästockar och dränktes med lättantändlig vätska. När elden hade förintat alla spår, jämnade man till marken, plöjde den och planterade den med träd och växter. Samtliga judiska tvångsarbetare arkebuserades för att hålla Aktion 1005 hemlig. Förintandet av spåren efter massmorden ägde rum i västra Sovjetunionen, Ukraina, Baltikum och Generalguvernementet.
I oktober 1944 utnämndes Blobel till chef för Einsatzgruppe Iltis som hade till uppgift att bekämpa partisaner i Kärnten samt i norra Italien och norra Jugoslavien.

## Rättegång
Efter andra världskrigets slut arresterades Blobel av allierade trupper och ställdes så småningom inför rätta vid Einsatzgruppenrättegången i Nürnberg 1947–1948. Bevisen mot Blobel var överväldigande, bland annat anfördes sexton detaljerade rapporter från Sonderkommando 4a. Enligt åklagarsidan hade Blobel 59 018 människors död på sitt samvete. Blobel medgav ansvar för cirka 15 000 människors död. Inför domstolen hävdade Blobel, att manskapet som utförde arkebuseringarna erfor starkare psykiska påfrestningar än de personer som skulle skjutas.
Ett vittne, Gestapo-officeren Albert Hartl, berättade om hur Blobel kunde skryta över sin inblandning i massmorden på judar. Hartl vittnade om att Blobel och han själv i mars 1942 besökte Babij Jar i samband med en resa till Kiev. Plötsligt kände Hartl hur marken under hans fötter började att bölja upp och ner och ge ifrån sig gaser, och Hartl undrade vad detta berodde på. På en direkt fråga från Blobels försvarsadvokat, dr Willi Heim, angav Hartl Blobels lakoniska svar: ”Här vilar mina judar”.
Den 10 april 1948 dömdes Blobel till döden för krigsförbrytelser och brott mot mänskligheten. Efter en rad nådeansökningar hängdes han den 7 juni 1951 tillsammans med sex andra dödsdömda krigsförbrytare: Otto Ohlendorf, Werner Braune, Erich Naumann, Oswald Pohl, Georg Schallermair och Hans Schmidt i Landsbergfängelset i Landsberg am Lech i Bayern. Blobels sista ord var: ”Jag dör i tron på mitt folk. Måtte det tyska folket vara medvetet om sina fiender!”

## Befordringshistorik
| Datum            | Tjänstegrad            |
| ---------------- | ---------------------- |
| 29 juni 1915     | Korpral (Gefreiter)    |
| 19 januari 1916  | Underofficer           |
| 26 november 1917 | Vicefältväbel          |
| 14 maj 1933      | SS-Scharführer         |
| 15 maj 1934      | SS-Oberscharführer     |
|                  | SS-Hauptscharführer    |
| 21 mars 1935     | SS-Untersturmführer    |
| 9 november 1933  | SS-Obersturmführer     |
| 9 november 1936  | SS-Hauptsturmführer    |
| 30 januari 1938  | SS-Sturmbannführer     |
| 20 april 1939    | SS-Obersturmbannführer |
| 30 januari 1941  | SS-Standartenführer    |

## Utmärkelser
- Järnkorset av första klassen
- Järnkorset av andra klassen
- Krigsförtjänstkorset av första klassen med svärd
- Krigsförtjänstkorset av andra klassen med svärd
- Ärekorset
- SS Hederssvärd
- SS-Ehrenring (Totenkopfring)

## Populärkultur
- Paul Blobel och massakern i Babij Jar skildras i Jonathan Littells historiska roman De välvilliga.
- I TV-serien Förintelsen porträtteras Blobel av T.P. McKenna.
- I TV-serien Krig och hågkomst gestaltas Blobel av Kenneth Colley
- Blobel förekommer i romanen A Man Without Breath av Philip Kerr